# Mariházy Miklós
Gyergyószentmiklósi Mariházy Miklós, született: Kövér Miklós Károly János (Tiszaföldvár, 1870. november 7. – Budapest, 1930. március 25.) színész, színházigazgató.

## Életútja
A tekintélyes, gazdag és nemesi Kövér család sarjaként született, apja Kövér Károly, anyja Rónay Mária. Középiskolai tanulmányainak befejezése után egész fiatalon nősült meg és saját birtokán gazdálkodott. Első nejétől – Hieronimy Károly leányától – elvált és Mariházy néven a színészi pályára lépett.
1901. május 28-án vendégszerepelt a Budai Színkörben mint Tarján Gida a Dolovai nábob leányában, de még ugyanabban az évben elszerződött Aradra, Zilahy Gyula társulatához, ahonnan két év múltán Faludi Gábor a Vígszínházhoz hívta meg. Aradon olyan népszerű volt, hogy nem engedték eltávozni, sőt Szendrey Mihállyal szemben színigazgatónak jelölték s csak egy szavazat különbséggel bukott meg. Szendrey azonban társulatához szerződtette és így egészen 1908-ig Aradon maradt. Ekkor elnyerte a kecskeméti színházat és színigazgató lett. Ugyanekkor újra megnősült, 1909. március 2-án Budapesten, az Erzsébetvárosban feleségül vette Turcsányi Olgát, a Víg özvegy híres alakítóját.
A kecskeméti színházat 1920-ig, 12 évig igazgatta. Mint igazgató – látva Kecskemét izoláltságát – 1909-ben Wlassics Gyula báró segítségével és a szolnoki közönség támogatásával megalakította a szolnok-kecskeméti színházi kapcsolatot és 1911-ben ő nyitotta meg a szolnoki új állandó színházat, melyet szintén 1920-ig vezetett. A forradalom hullámai után vissza akart vonulni, de Wlassics báró és a kaposvári közönség kívánságára átvette a kaposvári színház vezetését, melyet szintén kerületbe illesztett és létrehozta a Kaposvár–Baja–Mohács–Sátoraljaújhely közötti kapcsolatot. 1923 és 1925 között Egerben is működött. 1925-ben ismét Kecskemétre hívták vissza, ahol azonban a megromlott gazdasági viszonyok folytán felhagyott a vezetéssel. Halálát szívizom-elfajulás, húgymérgezés okozta.
Mindig elsőrendű társulattal dolgozott és tagjai közül sokan kerültek Pestre, mint például Somogyi Nusi, Vígh Manci, Justh Gyula, Orsolya Böske, Sziklai Jenő, Delly Ferenc és mások. Nemcsak mint színész és igazgató vívott ki magának tekintélyes nevet, hanem mint az Országos Színészegyesület tanácsosa is, mely tisztséget hat évig viselte. 1926-ban a Színészközgyűlés elnöke volt. Munkásságának kiválóságát miniszteri elismerés honorálta. Írt egy színdarabot is, a Senki lánya című táncos életképet.

## Filmszerepe
- A gyónás szentsége (1916)